# Albert von Carlowitz
Albert von Carlowitz, född 1 april 1802 i Freiberg (Sachsen), död 9 augusti 1874 i Niederlößnitz vid Radebeul, var en sachsisk minister.
Carlowitz tillhörde en i Sachsen sedan 1300-talet bosatt adelssläkt, som redan på 1500-talet där gjort sig bemärkt inom det politiska livet. Han invaldes 1830 i sachsiska lantdagen och försökte där vid den nya författningens utarbetande att mot regering och demokrati hävda adelns intressen. Han invaldes 1833 i den första konstitutionella lantdagen och blev 1845 livstidsledamot av första kammaren, var 1846–48 justitieminister och uppträdde 1849 ivrigt i första kammaren gentemot Friedrich Ferdinand von Beust till försvar för upprätthållandet av förbundet med Preussen. Besegrad av Beust, utträdde Carlowitz ur kammaren och mottog preussiska regeringens kallelse till ledamot av "unionens" förvaltningsråd samt representerade preussiska regeringen i Erfurtparlamentet 1850. Han var därefter (1853–55 och från 1859) ledamot av preussiska deputeradekammaren, där han med de gammalliberala bekämpade Otto Theodor von Manteuffels politik och med åren alltmer närmade sig Deutsche Fortschrittspartei. År 1867 blev Carlowitz ledamot av Nordtyska förbundets riksdag och deltog, sin tysk-nationella åskådning trogen, även på den konstituerande riksdagen i det tyska enhetsverkets genomförande.